# Anisoperas dentilineata
Anisoperas dentilineata là một loài bướm đêm trong họ Geometridae.